# Oscar för bästa ljudredigering
Nedan följer en lista över vinnare och nominerade av en Oscar för Bästa ljudredigering, (Academy Award for Best Sound Editing). Kategorin har tidigare gått under namnet Bästa ljudeffekter (1963-97, 1975), samt Bästa ljudeffektsredigering (1977, 1981-99), innan dagens namn på kategorin (1979, 2000-2020). Priset har även vissa år delats ut som en Special Achievement-Oscar. Vinnarna presenteras överst i gul färg och fetstil för varje år. Åren som presenteras avser året då de nominerade filmerna hade premiär.
Inför Oscarsgalan 2021 röstades det fram att denna kategori och Bästa ljudinspelning skulle slås ihop till en enda kategori för Bästa ljud.

## Vinnare och nominerade

### 1960-talet
| År                          | Film                            | Ljudmixare        |
| 1963 (36:e)                 |                                 |                   |
| --------------------------- | ------------------------------- | ----------------- |
| 1963 (36:e)                 | En ding, ding, ding, ding värld | Walter G. Elliott |
| 1963 (36:e)                 | A Gathering of Eagles           | Robert L. Bratton |
| 1964 (37:e)                 |                                 |                   |
| Goldfinger                  | Norman Wanstall                 |                   |
| The Lively Set              | Robert L. Bratton               |                   |
| 1965 (38:e)                 |                                 |                   |
| The Great Race              | Tregoweth Brown                 |                   |
| Von Ryans express           | Walter A. Rossi                 |                   |
| 1966 (39:e)                 |                                 |                   |
| Grand Prix                  | Gordon Daniel                   |                   |
| Den fantastiska resan       | Walter Rossi                    |                   |
| 1967 (40:e)                 |                                 |                   |
| 12 fördömda män             | John Poyner                     |                   |
| I nattens hetta             | James A. Richard                |                   |
| 1968 (41:a)                 |                                 |                   |
| Inget pris gavs ut detta år |                                 |                   |
| 1969 (42:a)                 |                                 |                   |
| Inget pris gavs ut detta år |                                 |                   |

### 1970-talet
| År                          | Film                                        | Ljudmixare |
| 1970 (43:e)                 |                                             |            |
| --------------------------- | ------------------------------------------- | ---------- |
| 1970 (43:e)                 | Inget pris gavs ut detta år                 |            |
| 1971 (44:e)                 |                                             |            |
| Inget pris gavs ut detta år |                                             |            |
| 1972 (45:e)                 |                                             |            |
| Inget pris gavs ut detta år |                                             |            |
| 1973 (46:e)                 |                                             |            |
| Inget pris gavs ut detta år |                                             |            |
| 1974 (47:e)                 |                                             |            |
| Inget pris gavs ut detta år |                                             |            |
| 1975 (48:e)                 |                                             |            |
| Hindenburg                  | Peter Berkos (Special Achievement-Oscar)    |            |
| 1976 (49:e)                 |                                             |            |
| Inget pris gavs ut detta år |                                             |            |
| 1977 (50:e)                 |                                             |            |
| Närkontakt av tredje graden | Frank E. Warner (Special Achievement-Oscar) |            |
| 1978 (51:a)                 |                                             |            |
| Inget pris gavs ut detta år |                                             |            |
| 1979 (52:a)                 |                                             |            |
| Svarta hingsten             | Alan Splet (Special Achievement-Oscar)      |            |

### 1980-talet
| År                                    | Film                                                       | Ljudmixare |
| 1980 (53:e)                           |                                                            |            |
| ------------------------------------- | ---------------------------------------------------------- | ---------- |
| 1980 (53:e)                           | Inget pris gavs ut detta år                                |            |
| 1981 (54:e)                           |                                                            |            |
| Jakten på den försvunna skatten       | Ben Burtt, Richard L. Anderson (Special Achievement-Oscar) |            |
| 1982 (55:e)                           |                                                            |            |
| E.T. the Extra-Terrestrial            | Charles L. Campbell, Ben Burtt                             |            |
| Das Boot                              | Mike Le-Mare                                               |            |
| Poltergeist                           | Stephen Hunter Flick, Richard L. Anderson                  |            |
| 1983 (56:e)                           |                                                            |            |
| Rätta virket                          | Jay Boekelheide                                            |            |
| Jedins återkomst                      | Ben Burtt                                                  |            |
| 1984 (57:e)                           |                                                            |            |
| The River                             | Kay Rose (Special Achievement-Oscar)                       |            |
| 1985 (58:e)                           |                                                            |            |
| Tillbaka till framtiden               | Charles L. Campbell, Robert Rutledge                       |            |
| Ladyhawke                             | Bob Henderson, Alan Murray                                 |            |
| Rambo – First Blood II                | Frederick J. Brown                                         |            |
| 1986 (59:e)                           |                                                            |            |
| Aliens - Återkomsten                  | Don Sharpe                                                 |            |
| Star Trek IV – Resan hem              | Mark Mangini                                               |            |
| Top Gun                               | Cecelia Hall, George Watters II                            |            |
| 1987 (60:e)                           |                                                            |            |
| Robocop                               | Stephen Flick, John Pospisil (Special Achievement-Oscar)   |            |
| 1988 (61:a)                           |                                                            |            |
| Vem satte dit Roger Rabbit            | Charles L. Campbell, Louis L. Edemann                      |            |
| Die Hard                              | Stephen H. Flick, Richard Shorr                            |            |
| Willow                                | Ben Burtt, Richard Hymns                                   |            |
| 1989 (62:a)                           |                                                            |            |
| Indiana Jones och det sista korståget | Ben Burtt, Richard Hymns                                   |            |
| Black Rain                            | Milton C. Burrow, William L. Manger                        |            |
| Dödligt vapen 2                       | Robert Henderson, Alan Robert Murray                       |            |

### 1990-talet
| År                                      | Film                                    | Ljudmixare                               |
| 1990 (63:e)                             |                                         |                                          |
| --------------------------------------- | --------------------------------------- | ---------------------------------------- |
| 1990 (63:e)                             | Jakten på Röd Oktober                   | Cecelia Hall, George Watters II          |
| 1990 (63:e)                             | Dödlig puls                             | Charles L. Campbell, Richard C. Franklin |
| 1990 (63:e)                             | Total Recall                            | Stephen H. Flick                         |
| 1991 (64:e)                             |                                         |                                          |
| Terminator 2 - Domedagen                | Gary Rydstrom, Gloria S. Borders        |                                          |
| Eldstorm                                | Gary Rydstrom, Richard Hymns            |                                          |
| Star Trek VI – The Undiscovered Country | George Watters II, F. Hudson Miller     |                                          |
| 1992 (65:e)                             |                                         |                                          |
| Bram Stokers Dracula                    | Tom C. McCarthy, David E. Stone         |                                          |
| Aladdin                                 | Mark Mangini                            |                                          |
| Under belägring                         | John Leveque, Bruce Stambler            |                                          |
| 1993 (66:e)                             |                                         |                                          |
| Jurassic Park                           | Gary Rydstrom, Richard Hymns            |                                          |
| Cliffhanger                             | Wylie Stateman, Gregg Baxter            |                                          |
| Jagad                                   | John Leveque, Bruce Stambler            |                                          |
| 1994 (67:e)                             |                                         |                                          |
| Speed                                   | Stephen Hunter Flick                    |                                          |
| Påtaglig fara                           | Bruce Stambler, John Leveque            |                                          |
| Forrest Gump                            | Gloria S. Borders, Randy Thom           |                                          |
| 1995 (68:e)                             |                                         |                                          |
| Braveheart                              | Lon Bender, Per Hallberg                |                                          |
| Batman Forever                          | John Leveque, Bruce Stambler            |                                          |
| Rött hav                                | George Watters II                       |                                          |
| 1996 (69:e)                             |                                         |                                          |
| Savannens härskare                      | Bruce Stambler                          |                                          |
| Daylight                                | Richard L. Anderson, David A. Whittaker |                                          |
| Eraser                                  | Alan Robert Murray, Bub Asman           |                                          |
| 1997 (70:e)                             |                                         |                                          |
| Titanic                                 | Tom Bellfort, Christopher Boyes         |                                          |
| Face/Off                                | Mark P. Stoeckinger, Per Hallberg       |                                          |
| Det femte elementet                     | Mark Mangini                            |                                          |
| 1998 (71:e)                             |                                         |                                          |
| Rädda menige Ryan                       | Gary Rydstrom, Richard Hymns            |                                          |
| Armageddon                              | George Watters II                       |                                          |
| Zorro – Den maskerade hämnaren          | David McMoyler                          |                                          |
| 1999 (72:a)                             |                                         |                                          |
| Matrix                                  | Dane A. Davis                           |                                          |
| Fight Club                              | Ren Klyce, Richard Hymns                |                                          |
| Star Wars: Episod I – Det mörka hotet   | Ben Burtt, Tom Bellfort                 |                                          |

### 2000-talet
| År                                                   | Film                                       | Ljudmixare                    |
| 2000 (73:e)                                          |                                            |                               |
| ---------------------------------------------------- | ------------------------------------------ | ----------------------------- |
| 2000 (73:e)                                          | U-571                                      | Jon Johnson                   |
| 2000 (73:e)                                          | Space Cowboys                              | Alan Robert Murray, Bub Asman |
| 2001 (74:e)                                          |                                            |                               |
| Pearl Harbor                                         | George Watters II, Christopher Boyes       |                               |
| Monsters, Inc.                                       | Gary Rydstrom, Michael Silvers             |                               |
| 2002 (75:e)                                          |                                            |                               |
| Sagan om de två tornen                               | Ethan Van der Ryn, Mike Hopkins            |                               |
| Minority Report                                      | Richard Hymns, Gary Rydstrom               |                               |
| Road to Perdition                                    | Scott A. Hecker                            |                               |
| 2003 (76:e)                                          |                                            |                               |
| Master and Commander – Bortom världens ände          | Richard King                               |                               |
| Hitta Nemo                                           | Gary Rydstrom, Michael Silvers             |                               |
| Pirates of the Caribbean: Svarta Pärlans förbannelse | Christopher Boyes, George Watters II       |                               |
| 2004 (77:e)                                          |                                            |                               |
| Superhjältarna                                       | Michael Silvers, Randy Thom                |                               |
| Polarexpressen                                       | Randy Thom, Dennis Leonard                 |                               |
| Spider-Man 2                                         | Paul Ottosson                              |                               |
| 2005 (78:e)                                          |                                            |                               |
| King Kong                                            | Mike Hopkins, Ethan Van der Ryn            |                               |
| Världarnas krig                                      | Richard King                               |                               |
| En geishas memoarer                                  | Wylie Stateman                             |                               |
| 2006 (79:e)                                          |                                            |                               |
| Letters from Iwo Jima                                | Alan Robert Murray, Bub Asman              |                               |
| Apocalypto                                           | Sean Mccormack, Kami Asgar                 |                               |
| Blood Diamond                                        | Lon Bender                                 |                               |
| Flags of Our Fathers                                 | Alan Robert Murray, Bub Asman              |                               |
| Pirates of the Caribbean: Död mans kista             | George Watters II, Christopher Boyes       |                               |
| 2007 (80:e)                                          |                                            |                               |
| The Bourne Ultimatum                                 | Karen Baker Landers, Per Hallberg          |                               |
| No Country for Old Men                               | Skip Lievsay                               |                               |
| Råttatouille                                         | Michael Silvers, Randy Thom                |                               |
| There Will Be Blood                                  | Christopher Scarabosio, Matthew Wood       |                               |
| Transformers                                         | Mike Hopkins, Ethan Van der Ryn            |                               |
| 2008 (81:a)                                          |                                            |                               |
| The Dark Knight                                      | Richard King                               |                               |
| Iron Man                                             | Frank Eulner, Christopher Boyes            |                               |
| Slumdog Millionaire                                  | Tom Sayers                                 |                               |
| WALL-E                                               | Ben Burtt, Matthew Wood                    |                               |
| Wanted                                               | Wylie Stateman                             |                               |
| 2009 (82:a)                                          |                                            |                               |
| The Hurt Locker                                      | Paul Ottosson                              |                               |
| Avatar                                               | Christopher Boyes, Gwendolyn Yates Whittle |                               |
| Inglourious Basterds                                 | Wylie Stateman                             |                               |
| Star Trek                                            | Mark P. Stoeckinger, Alan Rankin           |                               |
| Upp                                                  | Michael Silvers, Tom Myers                 |                               |

### 2010-talet
| År          | Film                             | Ljudmixare                                 |
| ----------- | -------------------------------- | ------------------------------------------ |
| 2010 (83:e) | Inception                        | Richard King                               |
| 2010 (83:e) | Toy Story 3                      | Tom Myers och Michael Silvers              |
| 2010 (83:e) | Tron: Legacy                     | Gwendolyn Yates Whittle och Addison Teague |
| 2010 (83:e) | True Grit                        | Skip Lievsay och Craig Berkey              |
| 2010 (83:e) | Unstoppable                      | Mark P. Stoeckinger                        |
| 2011 (84:e) | Hugo Cabret                      | Philip Stockton och Eugene Gearty          |
| 2011 (84:e) | Drive                            | Lon Bender och Victor Ray Ennis            |
| 2011 (84:e) | The Girl with the Dragon Tattoo  | Ren Klyce                                  |
| 2011 (84:e) | Transformers: Dark of the Moon   | Ethan Van der Ryn och Erik Aadahl          |
| 2011 (84:e) | War Horse                        | Richard Hymns och Gary Rydstrom            |
| 2012 (85:e) | Skyfall †                        | Per Hallberg och Karen Baker Landers       |
| 2012 (85:e) | Zero Dark Thirty †               | Paul Ottosson                              |
| 2012 (85:e) | Argo                             | Erik Aadahl och Ethan Van der Ryn          |
| 2012 (85:e) | Berättelsen om Pi                | Eugene Gearty och Philip Stockton          |
| 2012 (85:e) | Django Unchained                 | Wylie Stateman                             |
| 2013 (86:e) | Gravity                          | Glenn Freemantle                           |
| 2013 (86:e) | All Is Lost                      | Steve Boeddeker och Richard Hymns          |
| 2013 (86:e) | Captain Phillips                 | Oliver Tarney                              |
| 2013 (86:e) | Hobbit: Smaugs ödemark           | Brent Burge                                |
| 2013 (86:e) | Lone Survivor                    | Wylie Stateman                             |
| 2014 (87:e) | American Sniper                  | Alan Robert Murray och Bub Asman           |
| 2014 (87:e) | Birdman                          | Martin Hernández och Aaron Glascock        |
| 2014 (87:e) | Hobbit: Femhäraslaget            | Brent Burge och Jason Canovask             |
| 2014 (87:e) | Interstellar                     | Richard King                               |
| 2014 (87:e) | Unbroken                         | Becky Sullivan och Andrew DeCristofaro     |
| 2015 (88:e) | Mad Max: Fury Road               | Mark A. Mangini och David White            |
| 2015 (88:e) | The Martian                      | Oliver Tarney                              |
| 2015 (88:e) | The Revenant                     | Martin Hernández och Lon Bender            |
| 2015 (88:e) | Sicario                          | Alan Robert Murray                         |
| 2015 (88:e) | Star Wars: The Force Awakens     | Matthew Wood och David Acord               |
| 2016 (89:e) | Arrival                          | Sylvain Bellemare                          |
| 2016 (89:e) | Deepwater Horizon                | Wylie Stateman och Renee Tondelli          |
| 2016 (89:e) | Hacksaw Ridge                    | Robert Mackenzie och Andy Wright           |
| 2016 (89:e) | La La Land                       | Ai-Ling Lee och Mildred Iatrou Morgan      |
| 2016 (89:e) | Sully                            | Alan Robert Murray och Bub Asman           |
| 2017 (90:e) | Dunkirk                          | Richard King och Alex Gibson               |
| 2017 (90:e) | Baby Driver                      | Julian Slater                              |
| 2017 (90:e) | Blade Runner 2049                | Mark A. Mangini och Theo Green             |
| 2017 (90:e) | The Shape of Water               | Nathan Robitaille och Nelson Ferreira      |
| 2017 (90:e) | Star Wars: The Last Jedi         | Matthew Wood och Ren Klyce                 |
| 2018 (91:a) | Bohemian Rhapsody                | John Warhurst och Nina Hartstone           |
| 2018 (91:a) | Black Panther                    | Benjamin A. Burtt och Steve Boeddeker      |
| 2018 (91:a) | First Man                        | Ai-Ling Lee och Mildred Iatrou             |
| 2018 (91:a) | A Quiet Place                    | Ethan Van der Ryn och Erik Aadahl          |
| 2018 (91:a) | Roma                             | Sergio Díaz och Skip Lievsay               |
| 2019 (92:a) | Le Mans '66                      | Donald Sylvester                           |
| 2019 (92:a) | 1917                             | Oliver Tarney och Rachael Tate             |
| 2019 (92:a) | Joker                            | Alan Robert Murray                         |
| 2019 (92:a) | Once Upon a Time in Hollywood    | Wylie Stateman                             |
| 2019 (92:a) | Star Wars: The Rise of Skywalker | Matthew Wood och David Acord               |

† Priset delades detta år mellan Skyfall och Zero Dark Thirty efter ett "dött lopp" vid juryns röstning.